# 罗迪卡·弗伦图
罗迪卡·弗伦图（羅馬尼亞語：Rodica Frîntu，1960年3月29日—），罗马尼亚女子赛艇运动员。她曾代表罗马尼亚参加1980年夏季奥林匹克运动会赛艇比赛，获得女子八人单桨有舵手铜牌。